# 菜椒
，是茄科辣椒属辣椒的一個變種，臺灣話稱為大同仔（tāi-tông-á）。因其顏色多樣而稱作彩椒；因其主体的抽象形状接近圆球，有别于尖椒，所以也称作圆椒；因其體型宛如燈籠及柿子而也叫燈籠椒或柿子椒。

## 歷史
菜椒原產於中南美洲的墨西哥及秘魯一帶，先是被發現新大陸的西班牙人於1493年帶入歐洲並廣泛種植，再被傳至非洲及亞洲的印度，後於明朝末年被帶入中國。在東亞（尤其是中國），所出產的菜椒品種因多為青色的「燈籠椒」，故也常被稱為「青椒」。

## 特徵
菜椒為一年生茄科植物，適應性強，容易栽培，與一般椒類相同。其植株高約1米，莖幹粗壯，分枝強，冠幅可達1.45米。葉片為綠色、呈卵形，葉柄長3-5厘米，葉片長8-9厘米，每葉腋處長有一束白色的花。其果實中空，果長約5-30厘米，比辣椒較為粗圓（偶爾有較尖者），近似燈籠形狀，外表多呈綠、紅、黃、紫等顏色；成熟後的菜椒單果一般重約3.5-6克，可觀賞或直接食用，而觀賞期可達半年之久。

## 营养价值
因為只含有微量辣椒素，所以辣味極淡或嘗不到辣味，有些特別培育的品種甚至能有水果等級的甜度。菜椒和辣椒一样，含有丰富的维生素C，此外还含有微量营养素以及维生素K，可以防治壞血病，对牙龈出血、贫血等疾病都有辅助的治疗作用。
青椒和其他辣椒屬植物特有的澀味，主要来源於一種吡嗪（3-Isobutyl-2-methoxypyrazine），而這種味道，常常是一些人不喜歡食用青椒的原因。

## 用途
直接食用，亦可烹饪后享用。西方一般用作沙律或开胃菜，中式則會跟肉類一同炒熟，或把肉碎鑲進果實內部。也用作蛋卷、炖汤、披萨、点心等。

## 圖集
- 菜椒的花
- 菜椒花束的細節
- 菜椒的果實
- 紅色的菜椒
- 不同顏色的菜椒
- 綠色的菜椒，即青椒
- 綠色、黃色和紅色的菜椒
- 紫色的菜椒
- 紅色菜椒的整體及其剖面
- 紅色的菜椒
- 各種菜椒：綠色，紅色，黃色和橙色
- 淡黃色菜椒的植株頂部
- 青椒的植株
- 日本青椒